# حيرام رودس
حيرام رودس (11 ديسمبر 1850 في المملكة المتحدة - 1891) (بالإنجليزية: Hiram Rhodes)‏ هو لاعب كريكت نيوزلندي.

## وصلات خارجية
- حيرام رودس على موقع إي آس بي آن كريك إنفو (الإنجليزية)